# Differenzielle Nichtlinearität

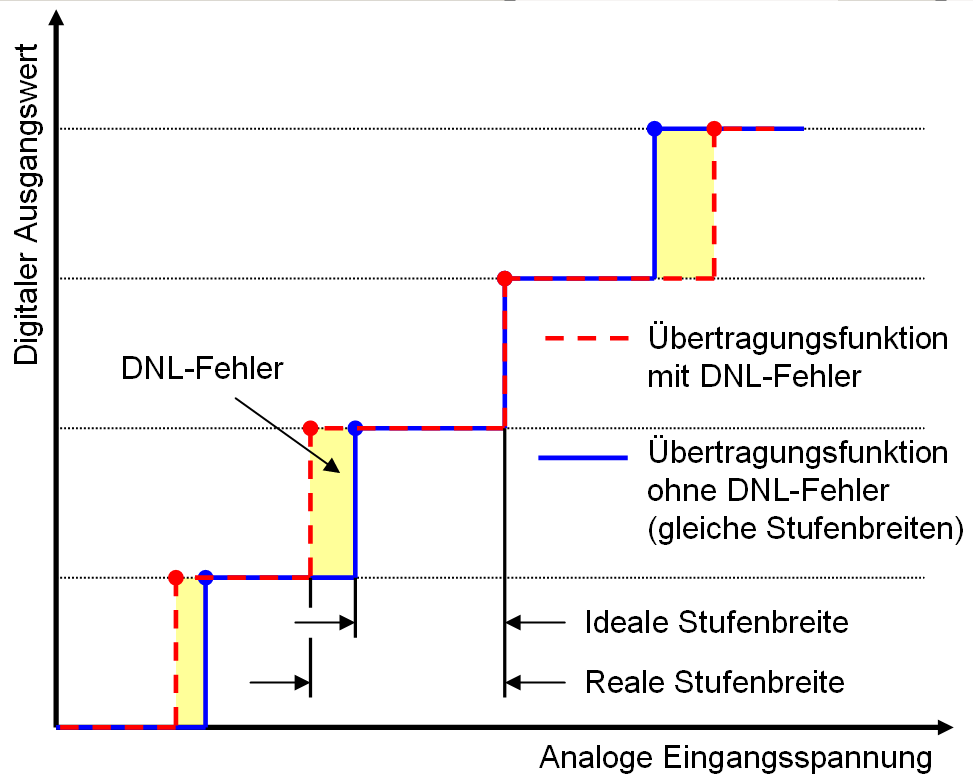
Darstellung der Differenziellen Nichtlinearität bei einem ADC

Differenzielle Nichtlinearität, kurz DNL, ist bei elektronischen Geräten ein Kennwert von Analog-Digital-Umsetzern (ADC) oder Digital-Analog-Umsetzern (DAC).
Typischerweise ist die gewünschte Übertragungsfunktion möglichst linear, bei einem DAC also eine Reihe von Punkten auf einer Geraden, bei einem ADC eine Treppe mit konstanter Breite der Stufen. Das gewünschte Rastermaß wird mit {\displaystyle U_{\text{LSB}}} bezeichnet. Bei reellen Umsetzern sind die Abstände nur ungefähr konstant.
Die differenzielle Nichtlinearität eines DAC kann durch folgende Gleichung berechnet werden:
{\displaystyle DNL_{n}={\frac {U_{n+1}-U_{n}}{U_{\text{LSB}}}}-1}
Darin nummeriert {\displaystyle n} aufeinander folgende Kodes. Die Übertragungsfunktion ist monoton, falls kein {\displaystyle DNL_{n}<-1} auftritt. Fehlende Monotonie kann in Regelschleifen problematisch werden, weil aus negativer positive Rückkopplung werden kann.
Auch ADCs können nichtmonoton sein (fallender Kode bei steigendem Analogwert). In diesem Fall ist in obiger Formel 1 zu addieren statt zu subtrahieren. Häufiger ist bei ADCs jedoch das Phänomen fehlender Kodes: Trotz eines langsamen Anstiegs am Eingang steigt der Kode um mehr als 1. Die DNL an einer solchen Stelle hat die Sprunghöhe -1.
Als DNL des Umsetzers wird üblicherweise das Maximum von {\displaystyle DNL_{n}} über alle Übergänge angegeben, wobei der Gain-Fehler bereits abgeglichen oder im Wert von {\displaystyle U_{\text{LSB}}} berücksichtigt ist.